# Antonio de Remesal
Antonio de Remesal (Allariz, Orense, 1570 - Madrid, 1619) fue un eclesiástico e historiador español, cronista en Centroamérica.

## Vida
En el año 1593 ingresó en el convento de San Esteban de Salamanca, de la orden dominica.
Se trasladó a América en 1613, como acompañante de fray Alonso de Galdo, que había sido nombrado obispo de Comayagua (Honduras). Anteriormente al inicio de este viaje, Remesal reunió información sobre los dominicos en Filipinas, y comenzó a escribir un libro sobre fray Bartolomé de las Casas.
Llegó a Guatemala en 1614, y vivió en el convento de Santo Domingo, donde desempeñó el cargo de confesor del gobernador provincial y comenzó estudios en Guatemala y Chiapas, donde se documentó con variada información que más tarde utilizaría en sus escritos.
En 1615 inició su obra como historiador. Esta se publicó en 1619 bajo el título de Historia de la provincia de San Vicente de Chiapas y Guatemala o Historia general de las Indias Occidentales y particular de la Gobernación de Chiapa y Guatemala, además de los temas mencionados en el títulos los libros poseen información sobre las islas Filipinas, sobre Oaxaca y Perú, la conquista de Pedro de Alvarado y sobre Bartolomé de las Casas.
Su obra se imprimió en España, y Remesal mismo llevó a Guatemala cinco cajas de ejemplares. Pero fueron confiscados por el deán Felipe Ruiz del Corral (de la catedral de Guatemala), quien era comisario del Tribunal de la Inquisición. En su obra, Remesal realizaba duros ataques contra los conquistadores de la zona (siguiendo la línea de De las Casas), por lo que Ruiz del Corral lo acusó de difamación de personajes e instituciones, impidiéndole la difusión del libro.